# Badridżani
Badridżani (gruz. ბადრიჯანი) – gruzińskie danie ze smażonego bakłażana nadziewanego pastą z orzechów włoskich i czosnku, często ozdobione nasionami granatu.

## Przygotowanie
Bakłażany kroi się wzdłuż, soli i odstawia na chwilę. Następnie usuwa się powstały pod wpływem soli przesącz z bakłażana oraz obsmaża się plastry na patelni. Nadzienie przygotowywane jest z orzechów włoskich, czosnku, kolendry, pieprzu cayenne, soli, kozieradki i octu. Warstwę farszu umieszcza się na każdym plastrze bakłażana, a następnie zwija. Badridżani można przyozdobić czerwoną cebulą, kolendrą lub ziarnami granatu.